# Agence fédérale des routes
Ne doit pas être confondu avec Avtodor, qui gère les autoroutes russes.
L'Agence fédérale des routes (en russe : Федеральное дорожное агентство, Federalnoïe dorojnoïe agenstvtvo), communément appelée Rosavtodor (en russe : Росавтодор) est une agence gouvernementale russe chargée de superviser le transport routier et l'ingénierie des transports en Russie. Rosavtodor est responsable du réseau routier russe fédéral.
Relevant du ministère des Transports de la fédération de Russie, son superviseur est nommé par le président russe sous suggestion du ministre des Transports. Elle contrôlait plus de 65 000 kilomètres de route à la fin 2020, avec un budget de 738,4 milliards de roubles cette même année.

## Histoire

### Contexte
Le 6 juillet 1990, alors que la dislocation de l'URSS a déjà commencé, le ministère des Routes de la RSFSR est dissout. Prend alors sa place un Khozraschet (en) - l'entreprise publique russe pour la conception, la construction, la reconstruction, la réparation et l'entretien des routes nationales est créée, avec comme vocable Rosavtodor.
Le 30 décembre 1991, quelques jours après la dissolution par Mikhaïl Gorbatchev de l'URSS, un département fédéral des routes est formé au sein d'un nouveau ministère des Transports de la fédération de Russie. Ce département a toujours comme nom Rosavtodor, mais le 30 septembre 1992, dans le cadre des privatisations de la perestroïka, Rosavtodor est privatisée. Elle devient une société par actions, et ceci jusqu'en 2004, sous le nom de « Concern Rosavtodor ».
Le 15 mars 1996, le Service fédéral de l'automobile et des routes de Russie (FADS pour l'acronyme russe) est créé, doublant partiellement les compétences de Rosavtodor. Mais 5 mois plus tard, le FADS est aboli, remplacé par un service routier au sein du ministère des Transports,.
Le 23 avril 1997, le FDS, ou Service fédéral des routes, est formé, afin de développer le réseau routier russe.
Le 25 mai 1999, ce même FDS est remplacé par l'Agence routière russe, avec les mêmes prérogatives. Mais cette dernière survit encore moins longtemps, et le 17 mai 2000, les compétences sont à nouveau transférer au ministère des Transports.
Le 8 novembre 2001, par arrêté du ministère des Transports, les subdivisions structurelles du bureau central du ministère, qui exercent les fonctions de gestion sectorielle dans le domaine des infrastructures routières sont fusionnées au sein du service routier de l'État, abrégé en Rosavtodor.

### Création de la forme actuelle de Rosavtodor
Le 9 mars 2004, le ministère des Transports et des Communications de la fédération de Russie est créé, et des agences sont créées, dont l'Agence fédérale des routes sous sa forme actuelle. Ce ministère reprend les attributions du ministère des Transports, du ministère des Chemins de fer et du ministère des communications et de l'informatisation,. Les deux Rosavtodor, publique et privé, sont fusionnées dans cette nouvelle agence.
Mais le 20 mai 2004, le ministère des Transports et des Communications est divisé en deux, et Rosavtodor devient sous la tutelle du ministère des Transports. Le 23 juillet 2004, le « décret sur l'Agence fédérale des routes » est approuvé, afin de stipuler ses prérogatives, et le 8 août 2009, le nom abrégé de Rosavtodor est établi.

## Activités et réseau
L'Agence fédérale des routes est une agence du ministère des transports russe chargée de gérer les infrastructures routières d'importance fédérale avec 29 divisions régionales. Sa dotation cette année-là était de 738,4 milliards de roubles.
Fin 2020, elle était chargée de 65 709,015 kilomètres de routes, de plus de 6 800 ponts, et d'autres infrastructures. 83 % de son réseau, soit 47 496 kilomètres étaient aux normes attendues fin 2020.

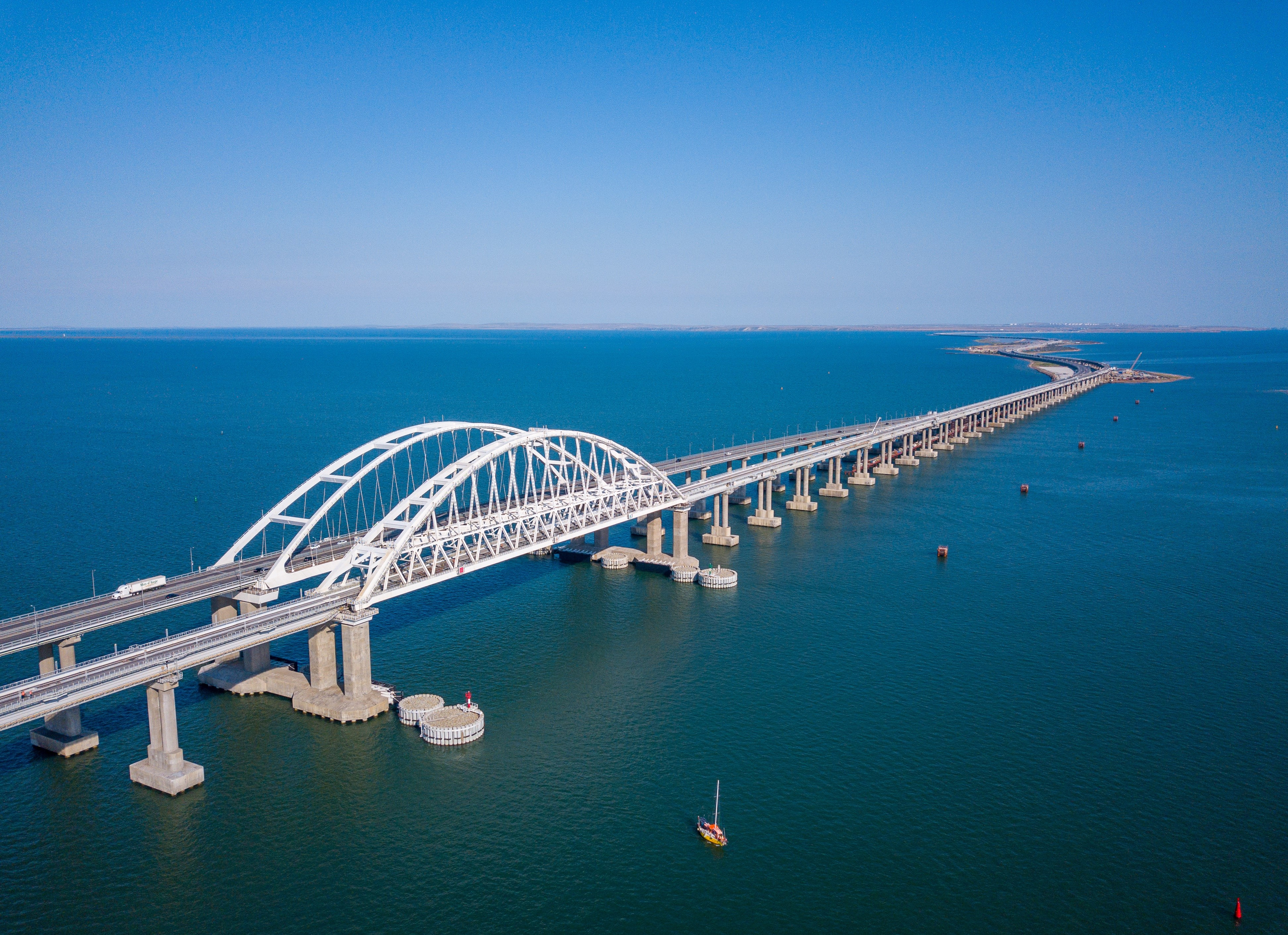
Pont de Crimée.

Après l'annexion de la Crimée par la Russie en 2014, c'est Rosavtodor qui est chargée de construire le pont de Crimée pour relier la péninsule à la Russie.
Mis à part certaines routes aux normes autoroutières (dont la M11, la M12 et l'A113), qui sont sous la gestion d'Avtodor, toutes les routes fédérales sont sous la gestion de Rosavtodor, et non des sujets russes ou autres collectivités territoriales (raïons, villes, etc.).

Carte des routes fédérales russes (presque toutes sous la gestion de Rosavtodor).

## Structure et direction

### Dirigeants
L'agence possède sa propre police et son chef est nommé par le gouvernement russe.
- Anatoly Nassonov (ru) (16 mars - 16 août 2004) ;
- Oleg Beloziorov (ru) (16 août 2004  - 17 mars 2009) ;
- Anatoly Tchabounine (ru) (17 mars 2009  - 19 novembre 2012 ) ;
- Roman Starovoït (19 novembre 2012   - 27 septembre 2018) ;
- Andreï Kostiouk (27 septembre 2018 - 30 janvier 2021) ;
- Roman Novikov (depuis le 30 janvier 2021).

### Structure de l'agence
Liste des différents services de l'agence :
- Chef de l'Agence fédérale des routes ;
- Directeur adjoint de l'Agence fédérale des routes ;
- Département de la construction routière ;
- Département des opérations routières ;
- Département de la recherche scientifique et technique, de l'informatique et de l'appui économique ;
- Direction de l'Aménagement du territoire et de la Mise en Œuvre du Projet National (Bkdrf) ;
- Gestion financière et économique ;
- Administration de la sécurité dans les transports ;
- Département du travail administratif et du personnel et du soutien juridique ;
- Département des relations foncières et immobilières.

#### Institutions
Liste des institutions, principalement régionales : 

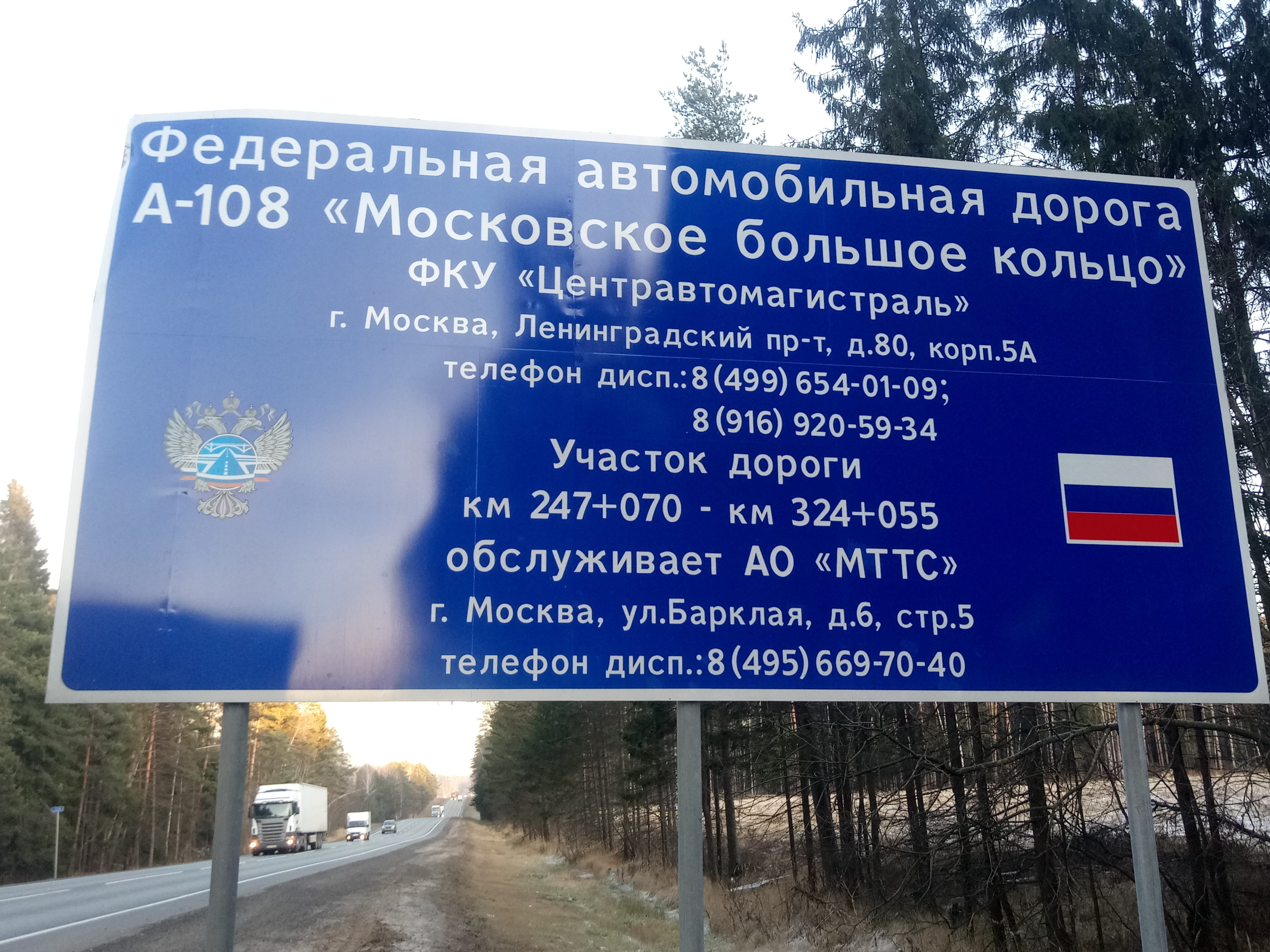
Panneau de Rosavtodor sur l'A108.

- Institution d'État fédérale Gestion de la route Moscou - Nijni Novgorod de l'Agence fédérale des routes ;
- Institution fédérale de l'État : Département des routes fédérales « Région de la Kama » de l'Agence fédérale des routes ;
- Institution fédérale de l'État : Centre de surveillance de la sécurité de l'exploitation des installations routières et du transport automobile de l'Agence fédérale des routes ;
- Institution d'État fédérale : Gestion de la route Moscou - Bobrouisk de l'Agence fédérale des routes ;
- Institution d'État fédérale : Gestion de la route Moscou - Kharkov de l'Agence fédérale des routes ;
- Institution d'État fédérale : Gestion de la route Moscou - Volgograd de l'Agence fédérale des routes ;
- Institution d'État fédérale : Gestion de la route de l'Ordre de Lénine « Moscou - Saint-Pétersbourg » de l'Agence fédérale des routes ;
- Établissement d’État fédéral : Administration fédérale des voiries « Priuralie » de l'Agence fédérale des Routes ;
- Institution d'État fédérale : Département des routes fédérales « Oural du Sud » de l'Agence fédérale des routes ;
- Institution d'État fédérale : Gestion de la route Saint-Pétersbourg - Mourmansk de l'Agence fédérale des routes ;
- Institution d'État fédérale : Gestion de la route Never - Iakoutsk de l'Agence fédérale des routes ;
- Institution d'État fédérale : Département de la route Krasnoïarsk - Irkoutsk de l'Agence fédérale des routes ;
- Institution d'État fédérale : Gestion de la route Moscou - Arkhangelsk de l'Agence fédérale des routes ;
- Institution d'État fédérale : Département des routes fédérales « Caucase » de l'Agence fédérale des routes ;
- Institution fédérale de l'État : Département des routes fédérales « Caspienne » de l'Agence fédérale des routes ;
- Institution fédérale d'État : Département des routes fédérales « Sud du Baïkal » de l'Agence fédérale des routes ;
- Institution d'État fédérale : Direction fédérale des routes « Ienisseï » de l'Agence fédérale des routes ;
- Institution d'État fédérale : Département des routes fédérales sur le territoire du kraï de Transbaïkalie de l'Agence fédérale des routes ;
- Institution d'État fédérale : Département des routes fédérales « Altaï » de l'Agence fédérale des routes ;
- Institution d'État fédérale : Direction interrégionale pour la construction de routes dans la région d'Extrême-Orient de la Russie de l'Agence fédérale des routes ;
- Institution d'État fédérale : Département des routes fédérales « Nord-Ouest » du nom de N.V. Smirnov de l'Agence fédérale des routes ;
- Institution fédérale de l'État : Département des routes fédérales « des Tchernoziom » de l'Agence fédérale des routes ;
- Institution d'État fédérale : Administration fédérale des routes « Oural » de l'Agence fédérale des routes ;
- Institution d'État fédérale : Administration fédérale des routes « Sibérie » de l'Agence fédérale des routes ;
- Institution d'État fédérale : Administration fédérale des routes « Grande Volga » de l'Agence fédérale des routes ;
- Institution d'État fédérale : Administration fédérale des routes « Russie centrale » de l'Agence fédérale des routes ;
- Institution d'État fédérale : Administration fédérale des routes de la région Volga-Viatka de l'Agence fédérale des routes ;
- Institution fédérale d'État : Département de la voie publique d'importance fédérale « Viliouï » de l'Agence fédérale des routes ;
- Institution d'État fédérale : « Routes de Russie » de l'Agence fédérale des routes ;
- Institution fédérale de l'État : Centre de surveillance de la sécurité de l'exploitation des autoroutes de l'Agence fédérale des routes ;
- Institution fédérale d'État : Centre d'information et d'analyse de l'Agence fédérale des routes ;
- Institution fédérale de l'État : Centre de communication et d'automatisation de l'Agence fédérale des routes ;
- Institution d'État fédérale : Département des routes fédérales « Taman » de l'Agence fédérale des routes ;
- Institution fédérale d'État : Centre d'analyse et de méthodologie pour le développement du secteur routier de l'Agence fédérale des routes ;
- Institution d'État fédérale : Département des routes fédérales de la Basse Volga de l'Agence fédérale des autoroutes.

## Insignes
Les employés de la fonction publique de l'État dispose selon la loi fédérale du 27 juillet 2004 n ° 79-FZ « sur la fonction publique d'État de la Fédération de Russie » et le décret du président de la fédération de Russie du 9 juin 2006 n°577  des grades (comme des grades militaires) répartis en 3 classes (1, 2 et 3).
Les employés de Rosavtodor disposent ainsi d'uniformes avec des insignes, différents selon leur rang.

## Galerie

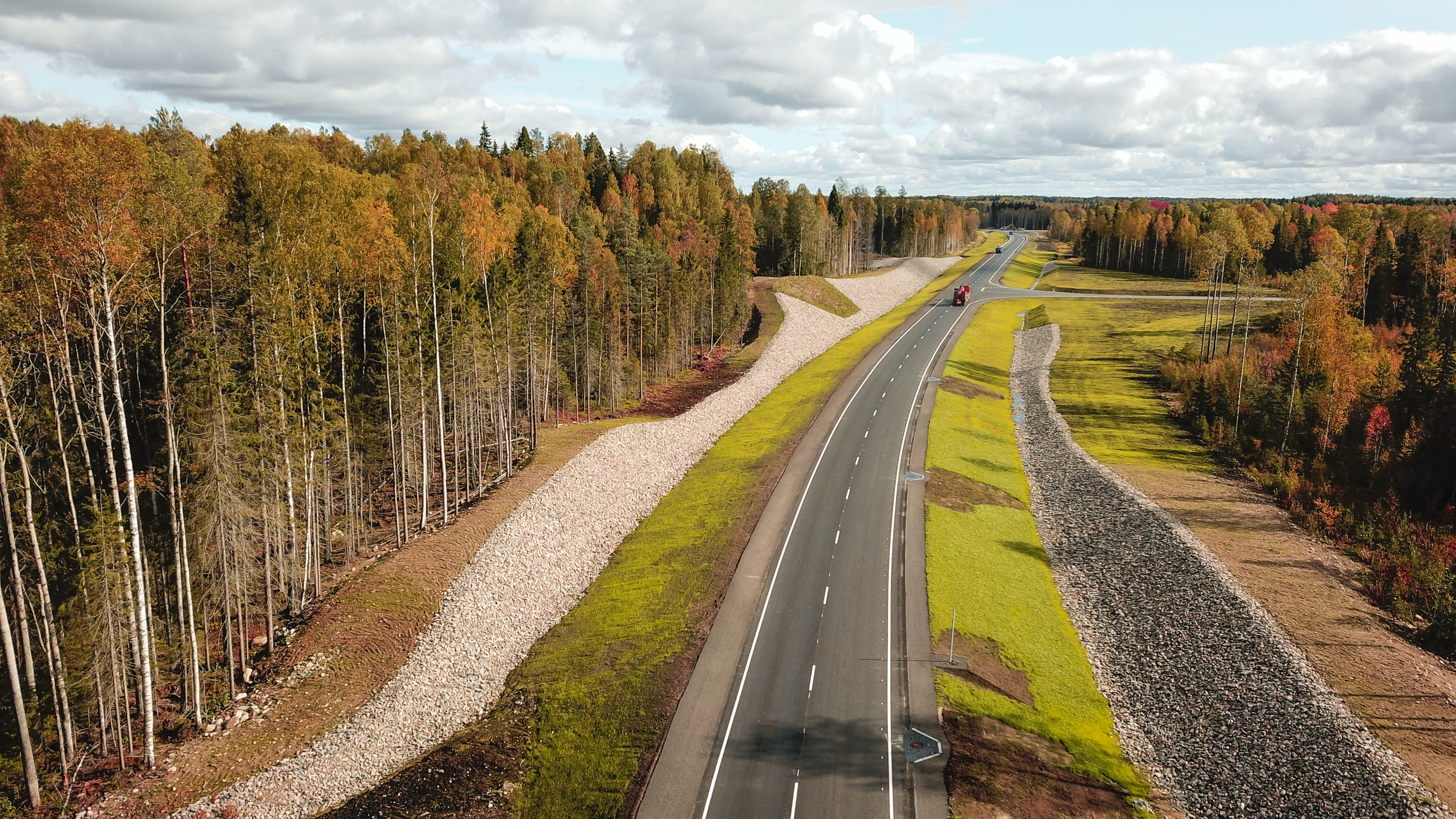
La route fédérale A121.
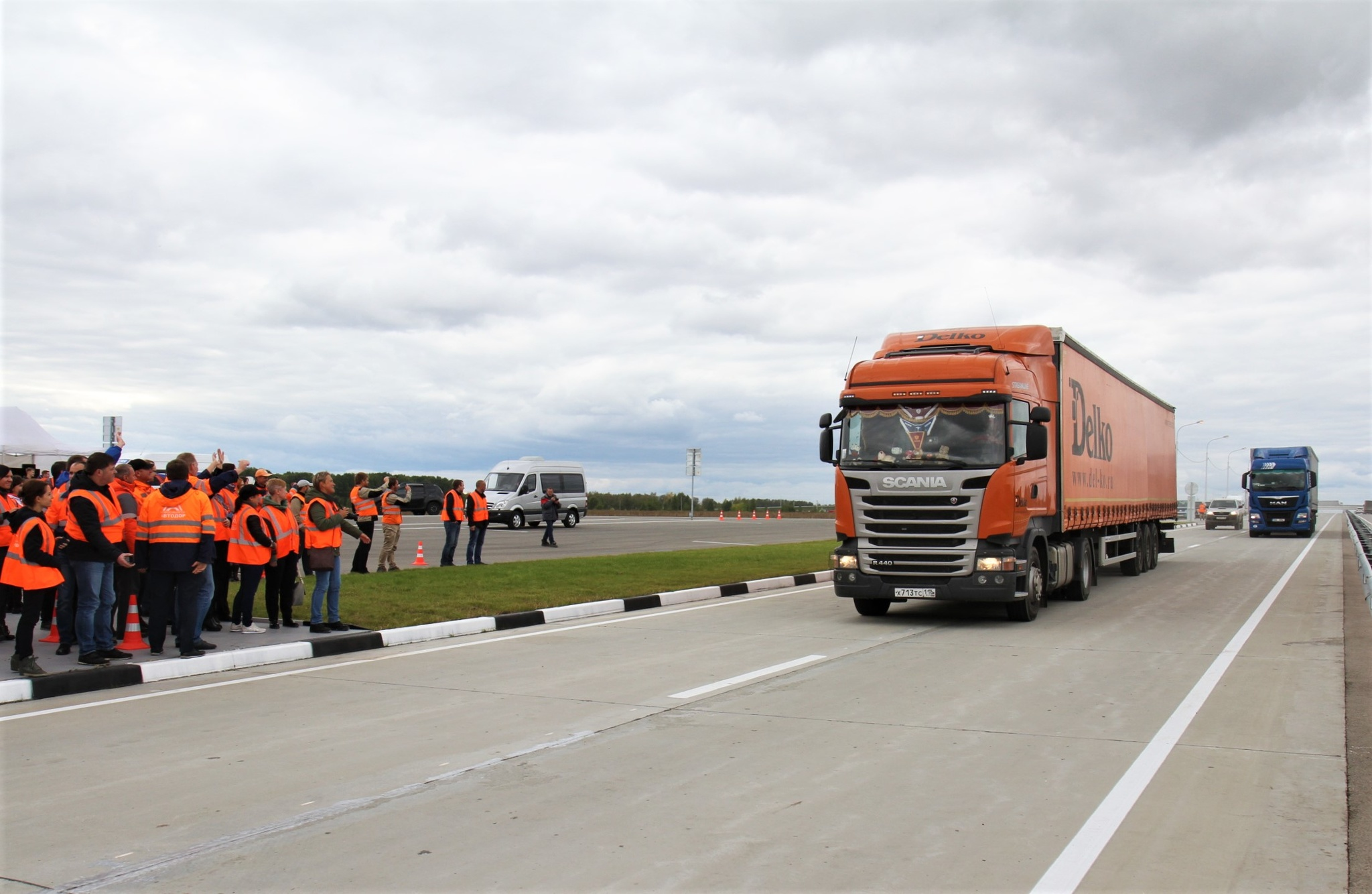
Cérémonie d'ouverture d'un tronçon de la R254 près de Kotcheniovo.
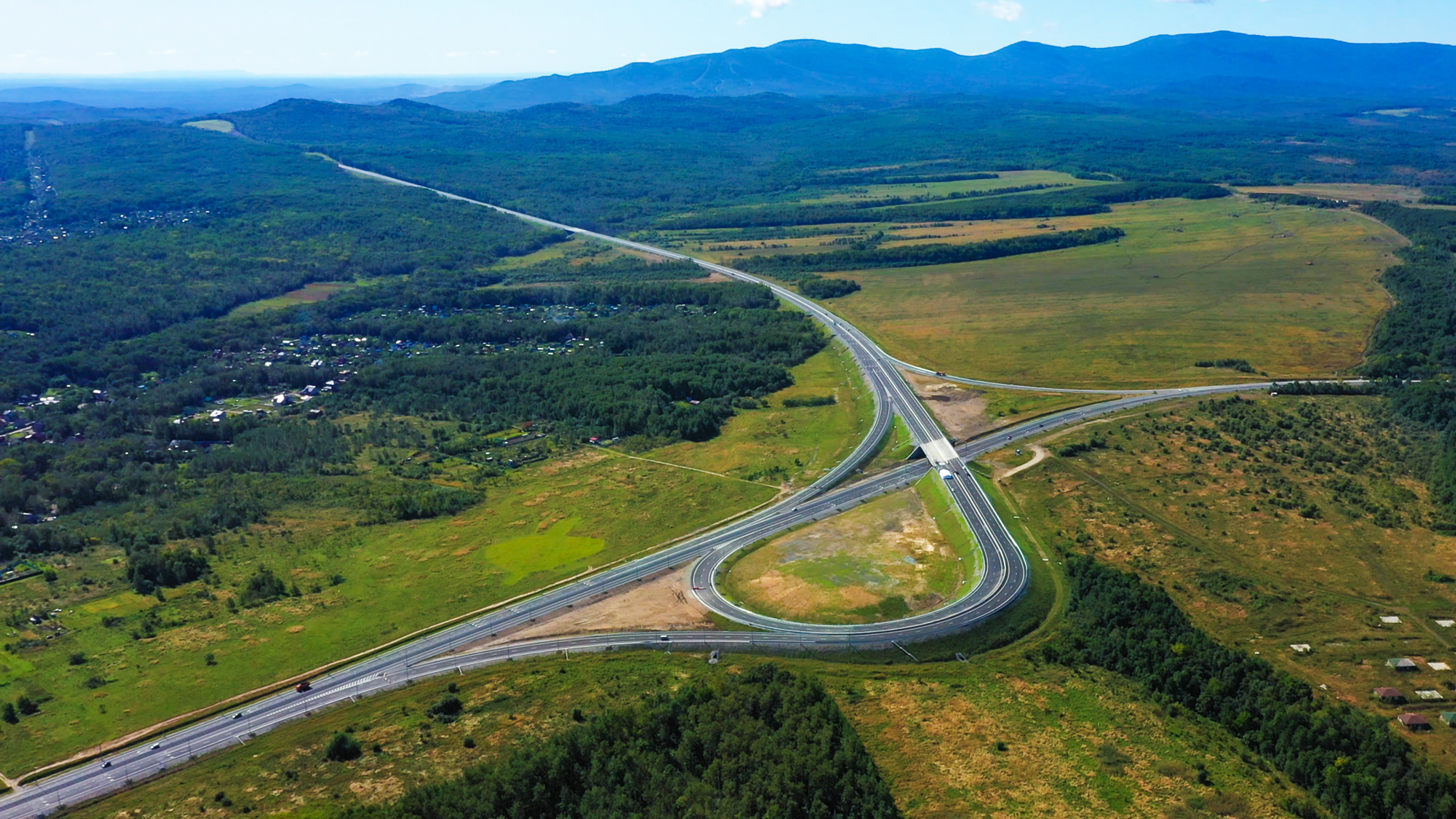
L'A370 en Extrême-Orient russe près de Khabarovsk.